# فهرست لیگ‌های بسکتبال
این فهرستی از لیگ‌های بسکتبال فعلی و منحل‌شده در سراسر جهان است.

## فهرست

### بین قاره‌ای
- جام بین قاره‌ای فیبا

### آمریکا
کانادا
- ان‌بی‌ای - اتحادیه ملی بسکتبال (تورنتو رپتورز)
  - لیگ جی ان‌بی‌ای (رپتورز ۹۰۵)

 ایالات متحده آمریکا
- ان‌بی‌ای - اتحادیه ملی بسکتبال
  - لیگ جی ان‌بی‌ای
  - بی‌ای‌ای (منحل شده)
  - ان‌بی‌ال (منحل شده)
  - ای‌بی‌ای (منحل شده)
- WNBA - ان‌بی‌ای زنان
- جام قهرمانی بسکتبال دسته اول مردان ان‌سی‌ای‌ای

### آسیا
- بسکتبال قهرمانی باشگاه‌های آسیا

 ایران
- لیگ برتر بسکتبال ایران

### اروپا
- یورولیگ
  - یوروکاپ
- لیگ‌ای‌بی‌ای

 استونی
- لیگ قهرمانی بسکتبال استونی

 آلمان
- لیگ برتر بسکتبال آلمان

 ایتالیا
- سری آ

 لیتوانی
- لیگ بسکتبال زنان لیتوانی

 صربستان
- لیگ بسکتبال صربستان

 اسپانیا
- لیگا اندسا